# Mustela nivalis boccamela

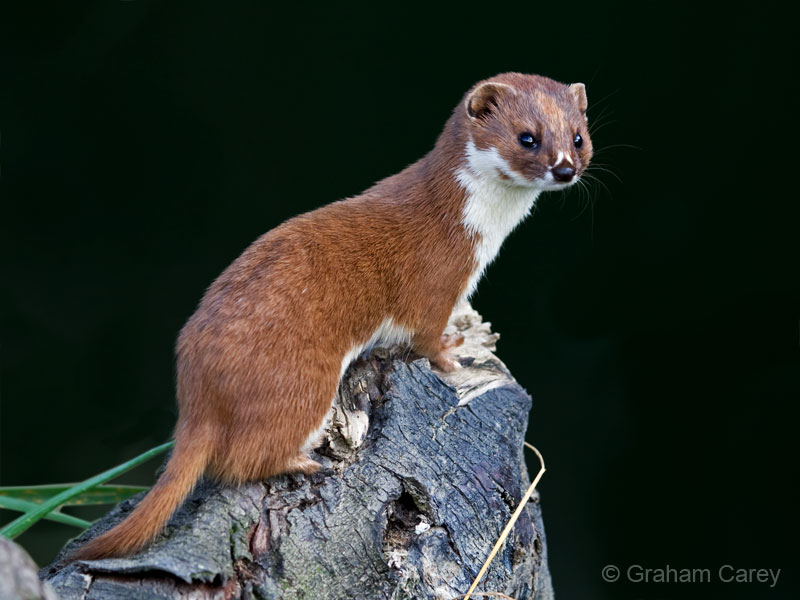
Foto de un Mustela Nivalis

Mustela nivalis boccamela es una subespecie de  mamíferos carnívoros  de la familia Mustelidae subfamilia Mustelinae.

## Distribución geográfica
Se encuentra en Cerdeña.